# David Saint-Jacques
David Saint-Jacques OC, OQ (ur. 6 stycznia 1970 w Quebecu) – kanadyjski astronauta i akwanauta w Kanadyjskiej Agencji Kosmicznej (CSA). Poza tym: inżynier, astrofizyk i fizyk. Do składu astronautów CSA został wybrany w 2009 roku razem z innym Kanadyjczykiem, Jeremym Hansenem.

## Kariera naukowa
David Saint-Jacques, zanim został wybrany do składu kanadyjskich astronautów, był naukowcem, a jego badania naukowe dotyczyły m.in. inżynierii, astrofizyki i medycyny. Prowadził badania w ośrodkach naukowych wielu krajów, takich jak Francja, Węgry, Liban i Gwatemala. Saint-Jacques związany był z Wydziałem Medycznym Uniwersytetu w Québec, College of Family Physicians of Canada, Towarzystwem Inżynierów w Quebec, Międzynarodowym Towarzystwem Inżynierii Optycznej i Cambridge Philosophical Society.
Swoją karierę rozpoczął w 1993 roku jako inżynier biofizyki, później pracował w szpitalu jako technik sprzętu wykonującego angiografię oraz analizował algorytmy obrazowania.
W latach 1994–98 zajmował się głównie teoretycznymi pracami na temat astronomii obserwacyjnej a także projektowaniem i produkcją instrumentów optycznych dla ośrodków obserwacyjnych na Wyspach Kanaryjskich. Pracował wtedy jako asystent dr. Johna Baldwina i wiele podróżował w celach naukowych. W 2001 wstąpił do zespołu astrofizyków na Wydziale Fizyki Uniwersytetu w Montrealu.
Był również doktorem nauk medycznych, współkierownikiem w Inuulitsivik Health Centre w mieście Puvirnituq i wykładowcą akademickim na wydziale medycznym McGill University.

## Kariera jako astronauta

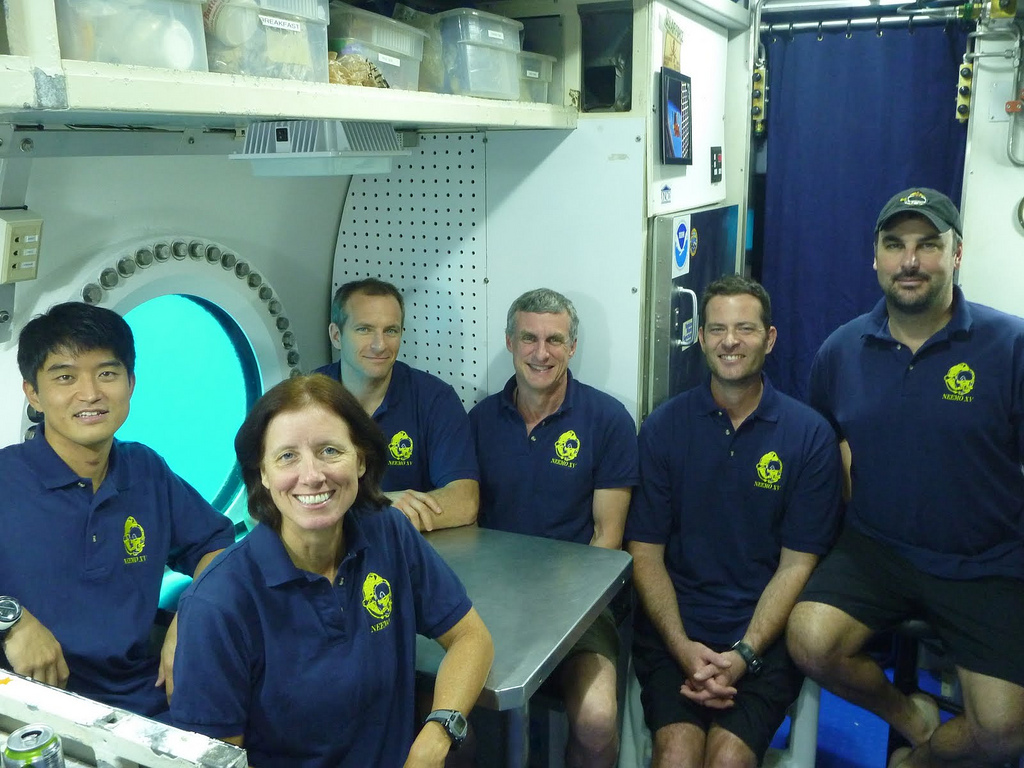
Załoga statku NEEMO 15: (od lewej do prawej) Takuya Onishi, Shannon Walker, Saint-Jacques, Steve Squyres oraz technicy Nate Bender i James Talacek.

Saint-Jacques został wybrany do CSA w maju 2009 po długim procesie selekcji, w którym wzięło udział 5351 kandydatów. Przeprowadził się do Houston w USA i był jednym z 14 członków 20. grupy Astronautów NASA.
19 października 2011 NASA ogłosiło, że Saint-Jacques będzie akwanautą w podwodnym laboratorium Aquarius Reef Base w ramach misji NEEMO 15 w dniach 17–30 października 2011. Zejście pod wodę odbyło się 21 października i trwało 24 godziny.
W maju 2016 został wybrany jako członek planowanej ekspedycji na Międzynarodową Stację Kosmiczną.

## Stypendia akademickie[3]
- Stypendium naukowe Natural Sciences and Engineering Research Council of Canada (NSERC)"1967"(1994–1998)
- Stypendium "Cambridge Commonwealth Trust Honorary Scholar" (1994–1998)
- United Kingdom Overseas Research Student Award (1994–1998)
- Pracownik naukowy Japan Society for Promotion of Science (1999–2001)
- Stypendium Canada Millennium (2001–2005)
- Doktorat Honoris Causa w École polytechnique de Montréal (2010)

## Życie prywatne
Saint-Jacques urodził się w mieście Quebec, ale dorastał w mieście Saint-Lambert. Obecnie jest żonaty i ma troje dzieci. Prywatnie uwielbia podróże górskie, wspinaczkę, jazdę na rowerze i jest pasjonatem żeglarstwa. Ma zawodową licencję pilota. Posługuje się płynnie językami francuskim i angielskim oraz zna podstawy rosyjskiego, japońskiego i hiszpańskiego.

## Odznaczenia
- Officer Orderu Kanady – nadanie 2022, wręczenie (inwestytura) 2024[10]
- Officier Orderu Quebecu – 2021[11]
- Universal Astronaut Insignia za lot orbitalny (nr 556) – Stowarzyszenie Uczestników Lotów Kosmicznych (Association of Space Explorers(inne języki))[12]